# Boulazac
Boulazac ist eine Ortschaft und eine Commune déléguée in der französischen Gemeinde Boulazac Isle Manoire mit 7.038 Einwohnern (Stand: 1. Januar 2022) im Département Dordogne in der Region Nouvelle-Aquitaine. Die Einwohner werden Boulazacois genannt.
Mit Wirkung vom 1. Januar 2016 wurden die ehemaligen Gemeinden Atur, Boulazac und Saint-Laurent-sur-Manoire fusioniert und bilden seitdem die Commune nouvelle Boulazac Isle Manoire. Die Gemeinde Boulazac gehörte zum Arrondissement Périgueux und zum Kanton Isle-Manoire.

## Geographie
Boulazac liegt am Fluss Manoire, der hier in die Isle mündet. 
Das Gebiet wird durch die Route départementale 6089, die ehemalige Nationalstraße 221, verkehrstechnisch erschlossen. 

## Bevölkerungsentwicklung
| Jahr      | 1962 | 1968 | 1975 | 1982 | 1990 | 1999 | 2006 | 2011 |
| Einwohner | 2839 | 3109 | 4557 | 5150 | 5996 | 6050 | 6350 | 6613 |

## Partnerschaft
Seit 1989 bestand eine Partnerschaft mit der italienischen Gemeinde Bibbiena in der Provinz Arezzo (Toskana).

## Sehenswürdigkeiten
- Château du Lieu-Dieu mit Taubenhaus
- neogotische Kirche Saint-Jean-Baptiste
- Kapelle des Franz von Assisi
- Park Lamoura
- Taubenhaus in Jaunour

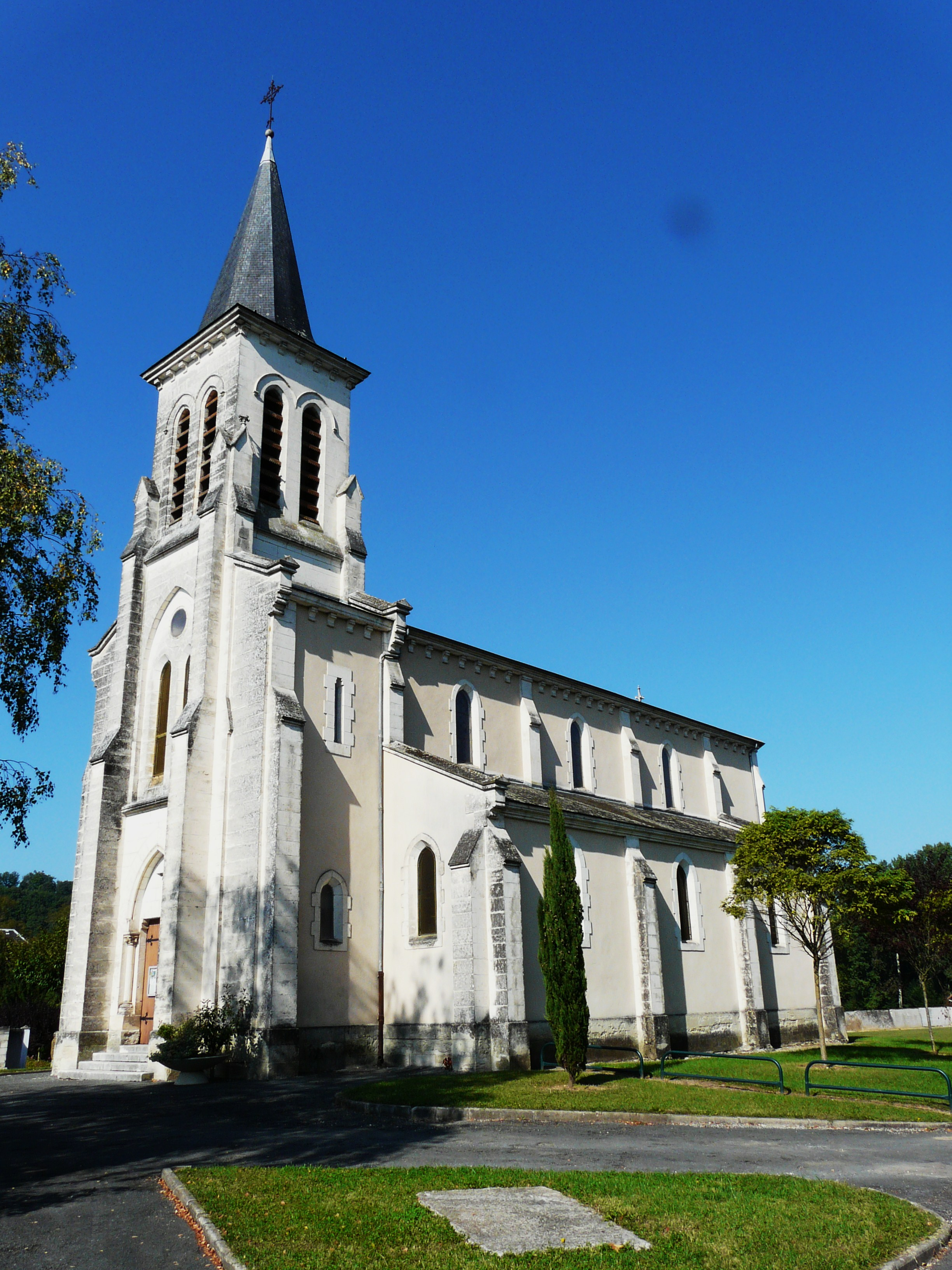
Kirche Saint-Jean-Baptiste
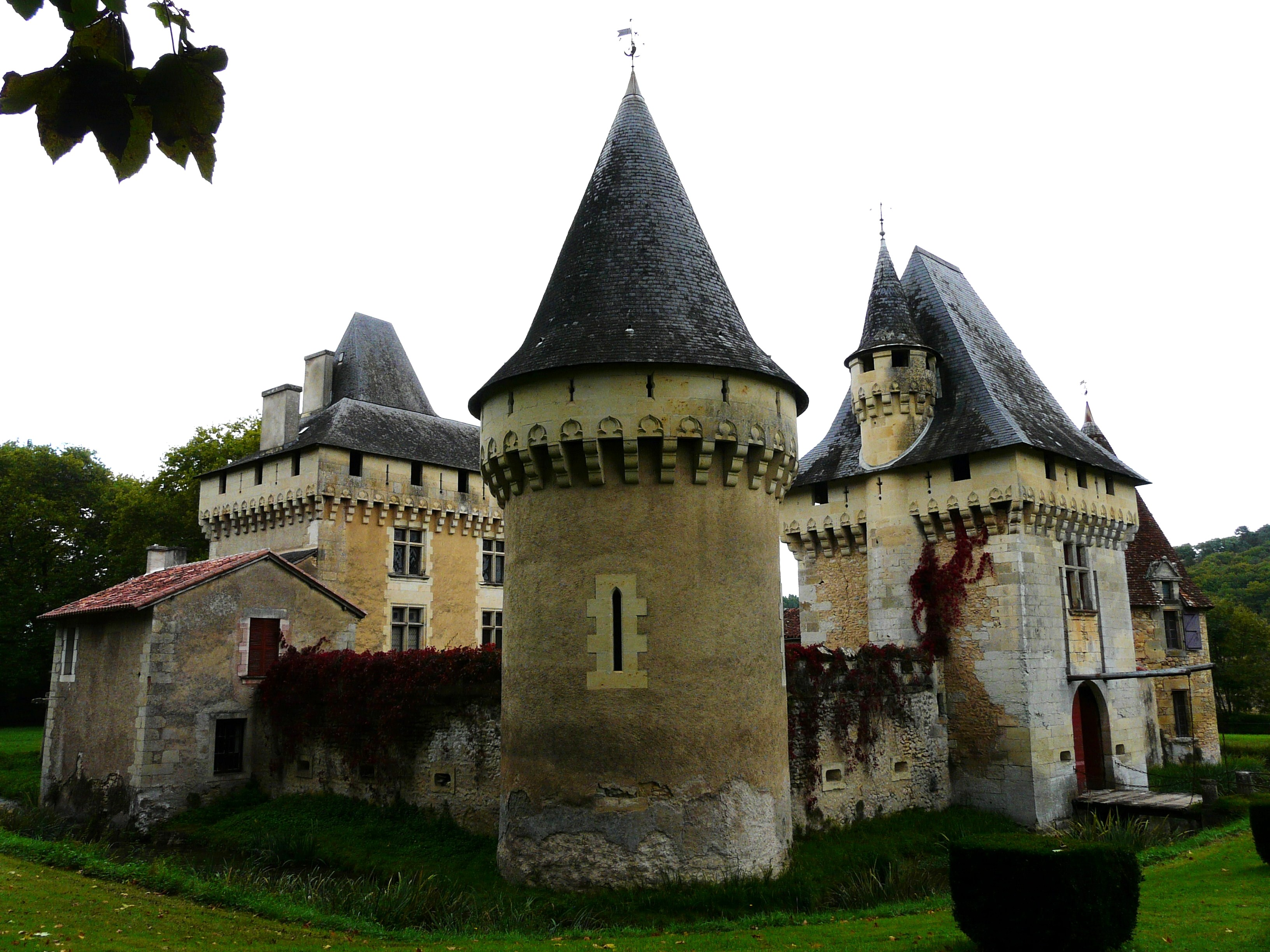
Château du Lieu-Dieu
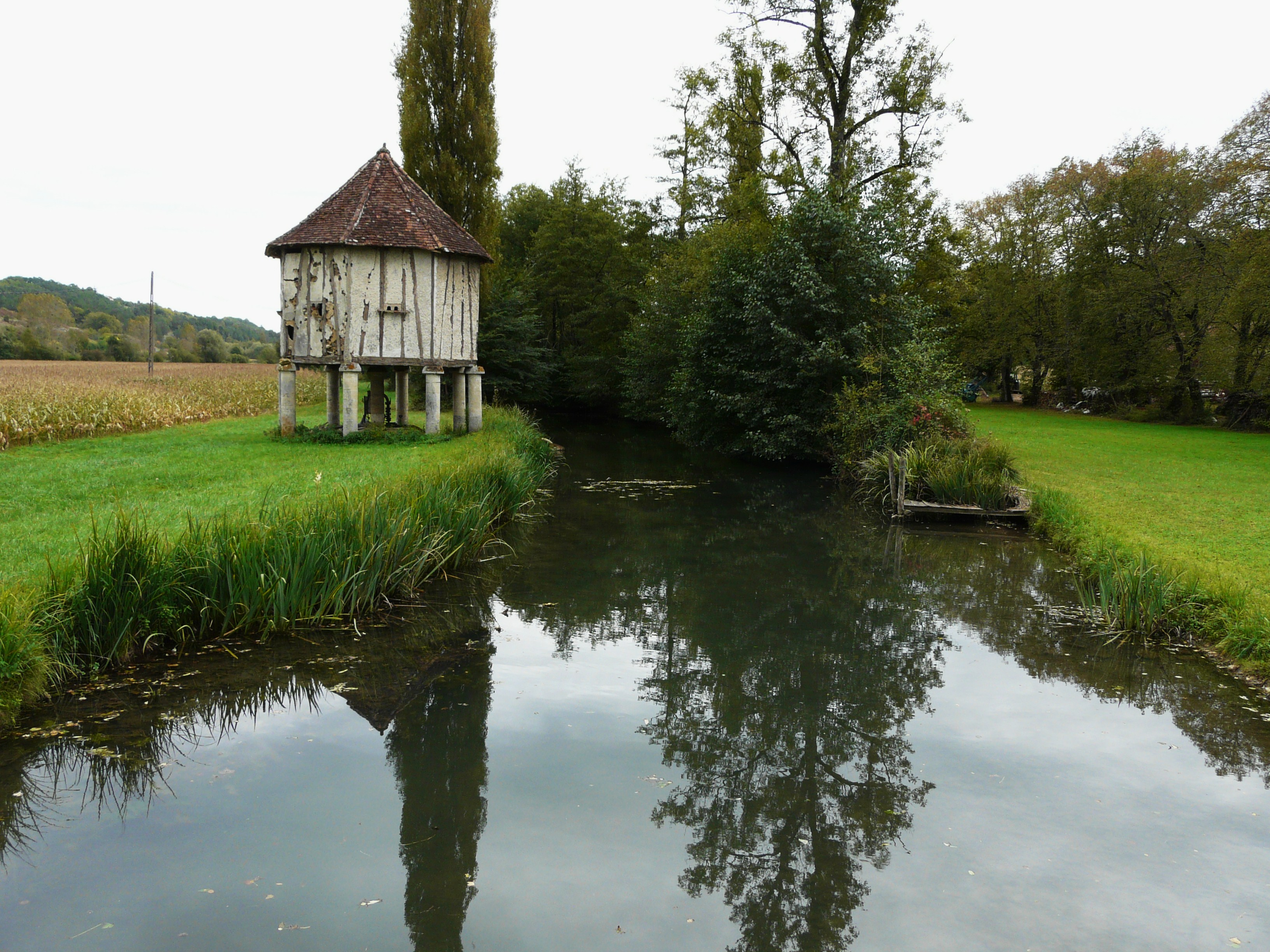
Taubenhaus am Fluss Manoire am Château du Lieu-Dieu

## Sport
Die Basketball-Mannschaft Boulazac Basket Dordogne ist überregional bekannt.